# Sapulpa (Oklahoma)
Sapulpa es una ciudad ubicada en los condados de Creek y Tulsa en el estado estadounidense de Oklahoma. En el año 2010 tenía una población de 	20544 habitantes y una densidad poblacional de 425,34 personas por km².

## Geografía
Sapulpa se encuentra ubicada en las coordenadas 36°0′13″N 96°6′17″O / 36.00361, -96.10472 (36.003536, -96.104822).

## Demografía
Según la Oficina del Censo en 2000 los ingresos medios por hogar en la localidad eran de $32,245 y los ingresos medios por familia eran $37,558. Los hombres tenían unos ingresos medios de $30,524 frente a los $21,609 para las mujeres. La renta per cápita para la localidad era de $17,266. Alrededor del 12.9% de la población estaban por debajo del umbral de pobreza.